# Ulica Jerzego Dudy-Gracza w Katowicach
Ulica Jerzego Dudy-Gracza w Katowicach – ulica w katowickiej dzielnicy Zawodzie. Rozpoczyna swój bieg od skrzyżowania z aleją Walentego Roździeńskiego (DTŚ, DK 79), w rejonie wylotu tunelu, jako przedłużenie ulicy Tadeusza Dobrowolskiego. Następnie krzyżuje się z drogami dojazdowymi do budynków osiedla Walentego Roździeńskiego. Za wiaduktem nad potokiem Rawa ulica kończy swój bieg krzyżując się z ulicą Warszawską, ulicą 1 Maja i ulicą Graniczną. Przeznaczeniem ulicy jest odciążenie w ruchu Śródmieścia Katowic.
Ulica powstała w latach 2004–2006.
Uchwałą nr XII/205/07 Rady Miasta Katowice z dnia 25 czerwca 2007 roku ulica, łącząca ul. 1 Maja z al. W. Roździeńskiego otrzymała nazwę ulica Jerzego Dudy-Gracza. Droga ta częściowo jest granicą między dzielnicami Śródmieście i Zawodzie. Na całej długości po dwóch stronach jezdni wytyczono drogi dla rowerów. Według Urzędu Miasta Katowice skrzyżowanie alei Walentego Roździeńskiego i ulicy Jerzego Dudy-Gracza jest węzłem o lokalnym znaczeniu, który może być wykorzystany do kształtowania wizerunku miasta. 
W latach 2011–2013 zostało wykonane przedłużenie ulicy na odcinku od skrzyżowania z al. Walentego Roździeńskiego do ulicy Nadgórników. Droga prowadzi przez tereny dawnej Kopalni Węgla Kamiennego „Katowice” (obecnie tereny Muzeum Śląskiego).
Od 2010 roku ulica jest częścią trasy katowickiego etapu Tour de Pologne.
Przy ulicy swoją siedzibę mają m.in. (stan na 2012 rok): Miejskie Przedsiębiorstwo Taksówkowe w Katowicach i punkt konsultacyjny Diakonii Katowickiej (ul. J. Dudy-Gracza 6).

## Galeria

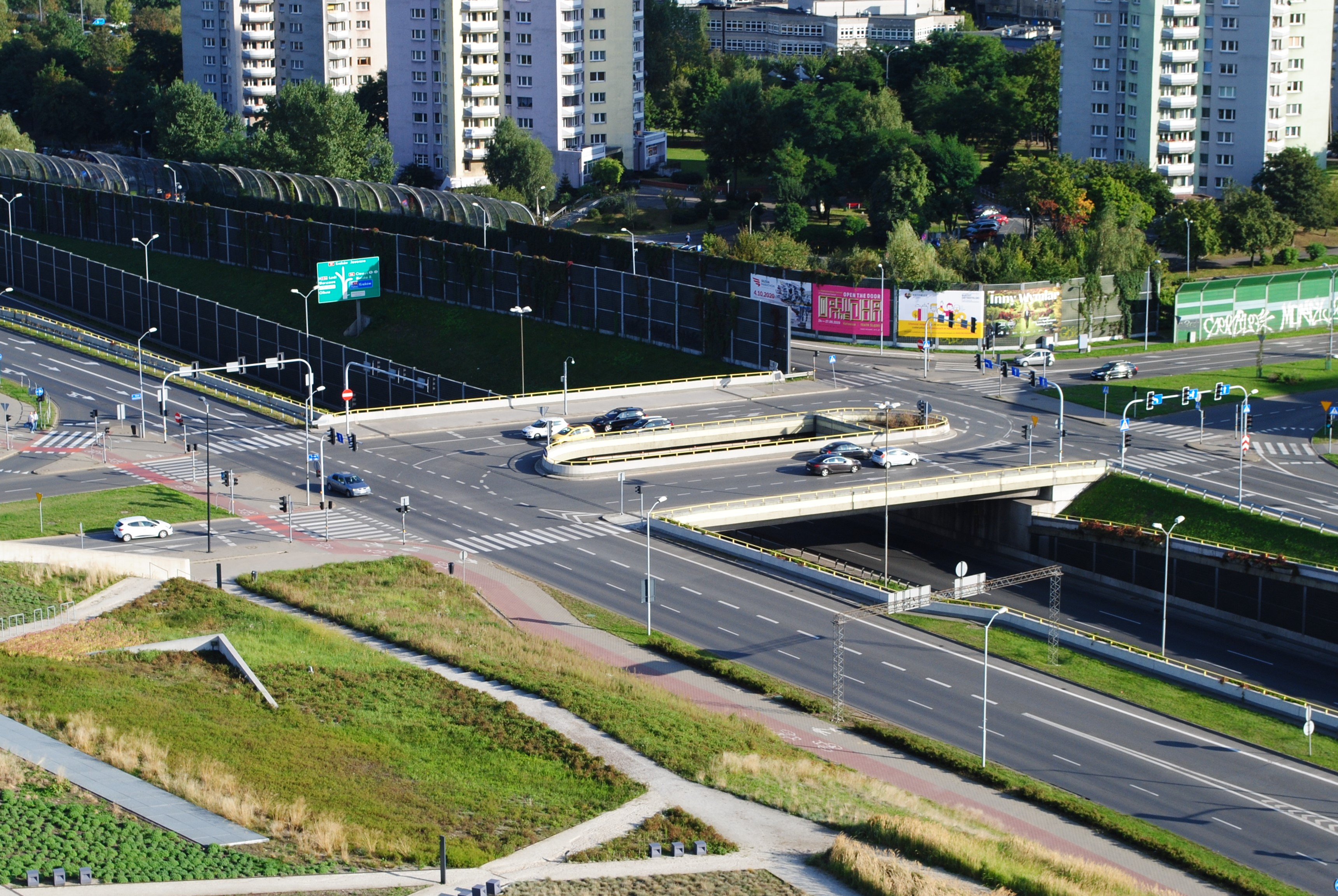
Skrzyżowanie ulic: Roździeńskiego, Dobrowolskiego i Dudy-Gracza (2020)
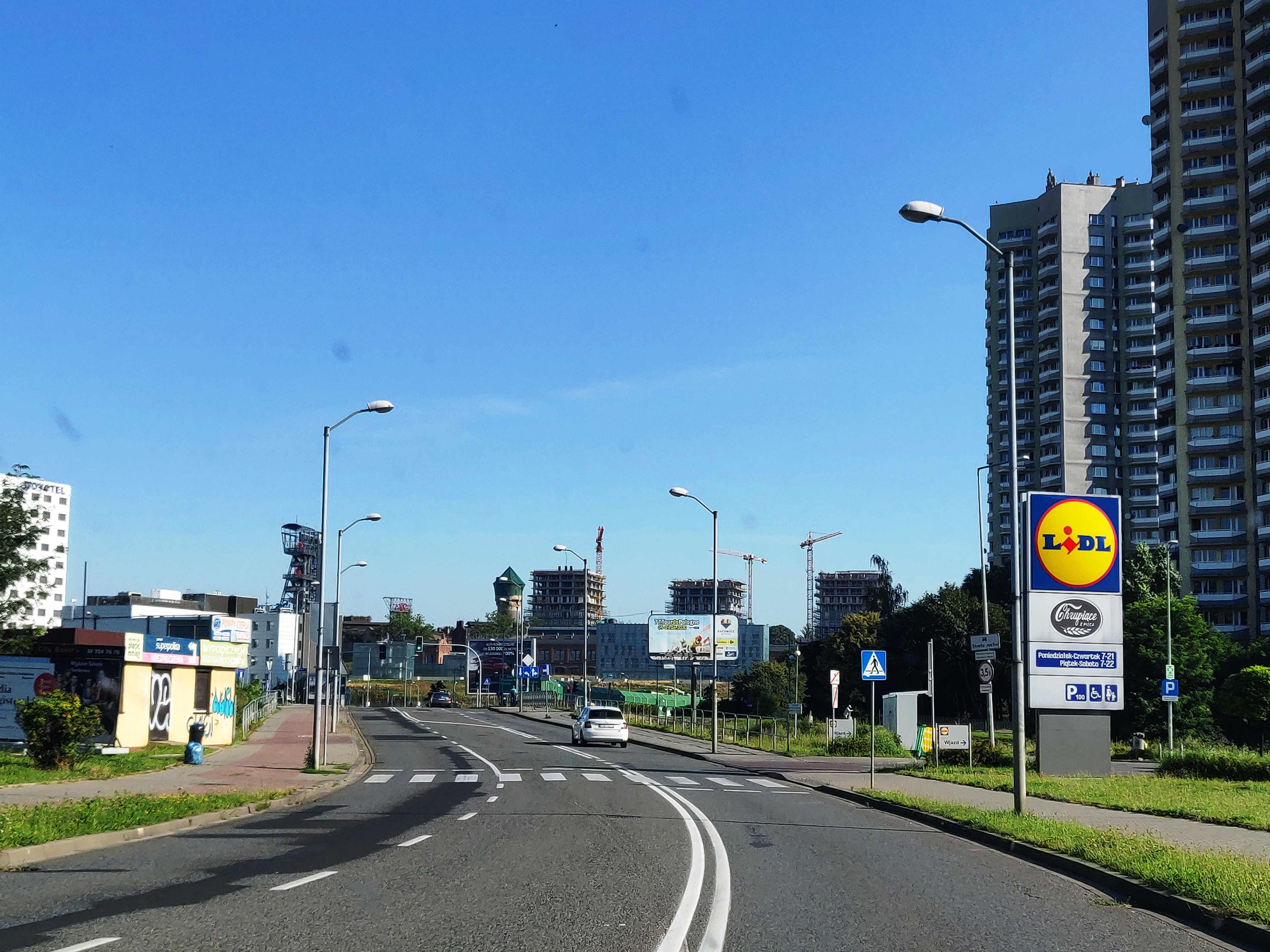
Widok w kierunku północnym (2020)
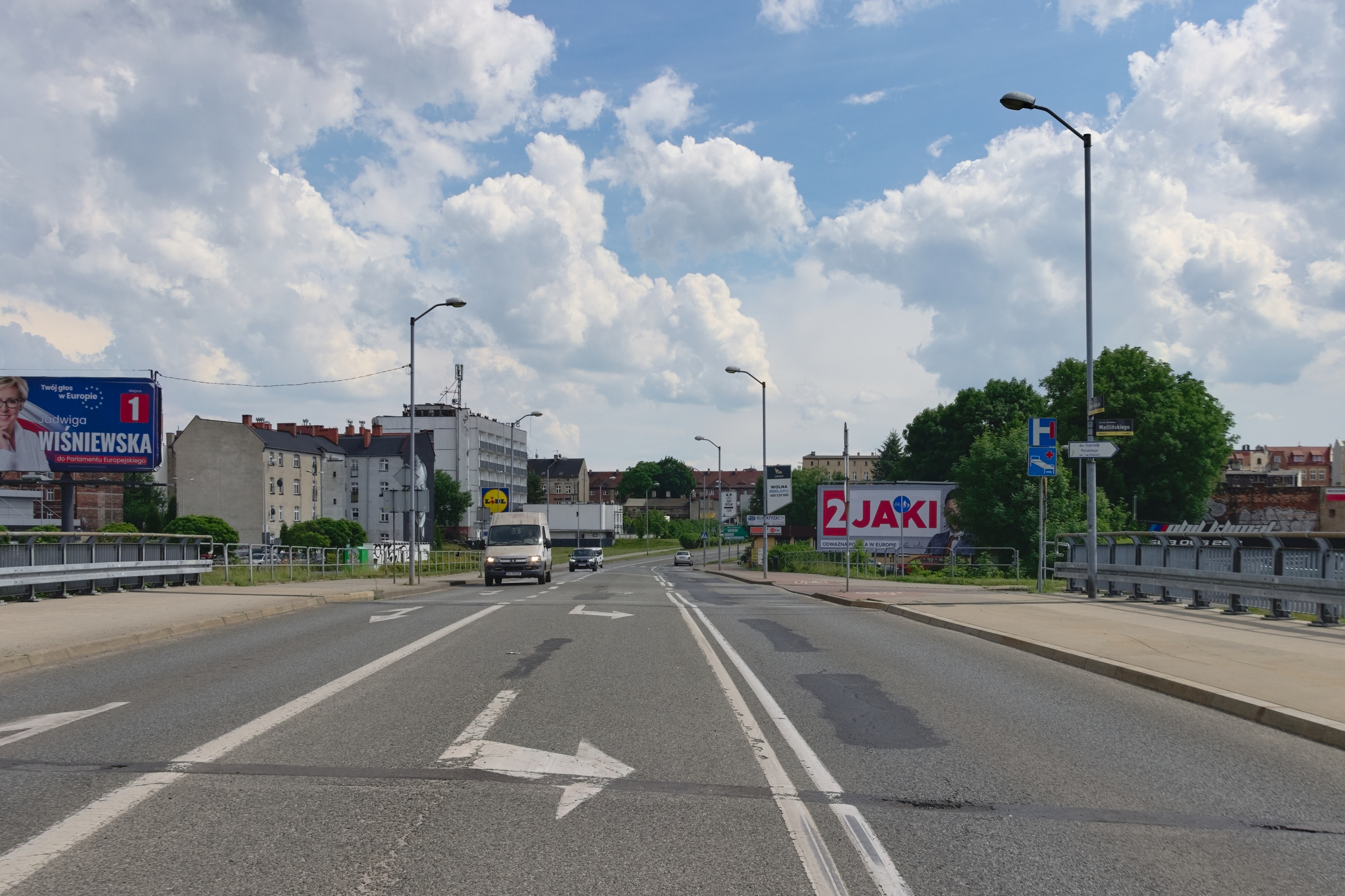
Ulica na wysokości mostu na Rawie (2024)
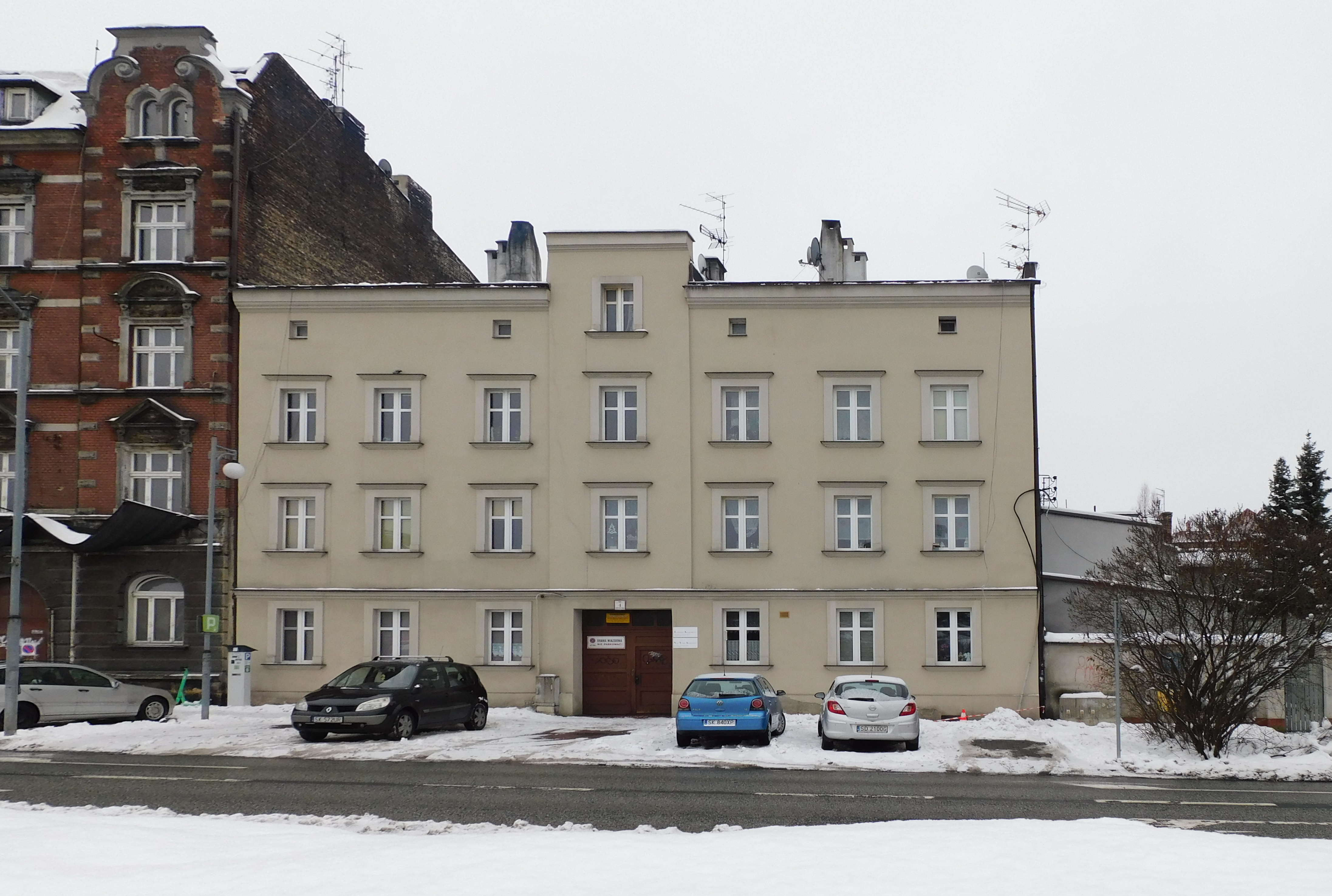
Kamienica pod nr 4 (2023)
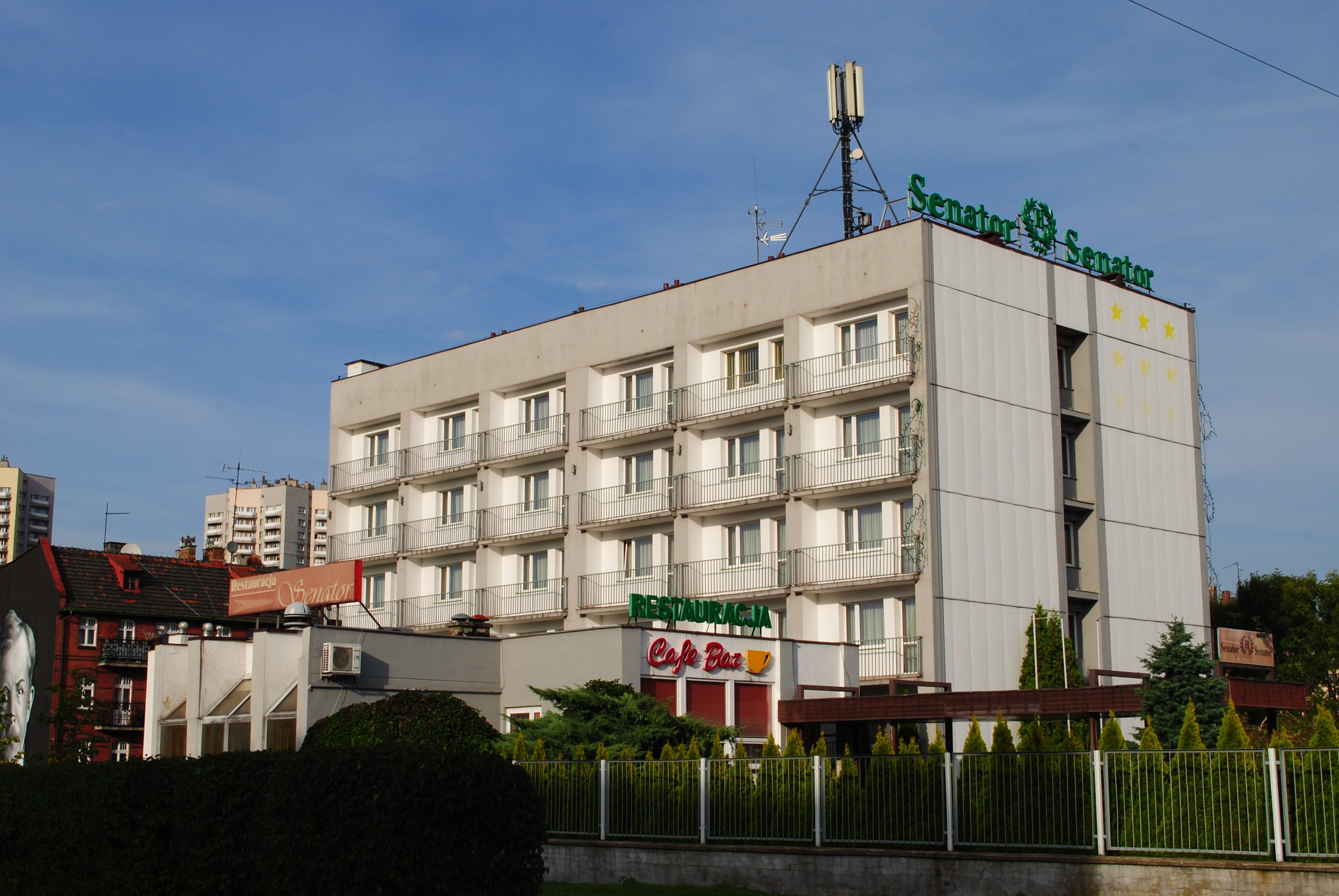
Hotel Senator (2020)